# ليو جونغ
ليو جونغ (بالصينية: 劉永) هو لاعب كرة الريشة صيني، ولد في 12 أغسطس 1975 في نانجينغ في الصين.

## وصلات خارجية
- ليو جونغ على موقع BWF.tournamentsoftware.com (الإنجليزية)
- ليو جونغ على موقع BWFbadminton.com (الإنجليزية)
- ليو جونغ على موقع اللجنة الأولمبية الدولية (الإنجليزية)
- ليو جونغ على موقع أوليمبيديا (الإنجليزية)
- ليو جونغ على موقع اللجنة الأولمبية الصينية (الإنجليزية)